# Municipio de Bell (Dakota del Norte)
El municipio de Bell (en inglés: Bell Township) es un municipio ubicado en el condado de Cass en el estado estadounidense de Dakota del Norte. En el año 2010 tenía una población de 36 habitantes y una densidad poblacional de 0,39 personas por km².

## Geografía
El municipio de Bell se encuentra ubicado en las coordenadas 47°11′43″N 97°8′1″O / 47.19528, -97.13361. Según la Oficina del Censo de los Estados Unidos, el municipio tiene una superficie total de 93.02 km², de la cual 93,02 km² corresponden a tierra firme y (0 %) 0 km² es agua.

## Demografía
Según el censo de 2010, había 36 personas residiendo en el municipio de Bell. La densidad de población era de 0,39 hab./km². De los 36 habitantes, el municipio de Bell estaba compuesto por el 97,22 % blancos y el 2,78 % eran de una mezcla de razas. Del total de la población el 0 % eran hispanos o latinos de cualquier raza.